# Quinceañera (película)
Quinceañera es una película familiar, de drama y romance mexicana de 1960, dirigida por Alfredo B. Crevenna y protagonizada por Martha Mijares, Teresa Velázquez y Maricruz Olivier. Esta fue la última película filmada por Mijares como actriz.

## Sinopsis
Tres adolescentes, Beatriz de la Barrera (Martha Mijares), Leonor Jiménez (Teresa Velázquez) y María Antonia (Maricruz Olivier), se preparan para dejar su infancia ya que muy pronto cumplirán quince años. Cada una de ellas tiene una vida diferente y aunque vivan de ilusiones, tendrán muchos obstáculos que enfrentar: María Antonia es pobre y sus padres enfrentarán muchos problemas para festejar su cumpleaños, Beatriz experimentará la amargura del divorcio de sus padres, y Leonor tendrá que defender su amor por Pancho, a quien su madre no acepta por ser de condición humilde.

## Reparto
- Martha Mijares como Beatriz de la Barrera
- Teresa Velázquez como Leonor Jiménez
- Maricruz Olivier como María Antonia
- Roberto Cañedo como Esteban de la Barrera, padre de Beatriz
- Rita Macedo como Madre de Beatriz
- Miguel Manzano como Ramón Jiménez, padre de Leonor
- Ofelia Guilmáin como Carmen, madre de Leonor
- José Luis Jiménez como Pedro, padre de María Antonia
- Hortensia Santoveña como Cristina, madre de María Antonia
- Alicia Montoya como Doña Eduviges
- Alfonso Mejía como Pancho
- Pilar Pellicer como Olivia
- Inés Murillo como Doña Cresencia
- Raúl Farell como Federico

## Adaptación
En 1987, Carla Estrada produjo la telenovela mexicana Quinceañera, protagonizada por Adela Noriega y Thalía, siendo esta una de las primeras telenovelas juveniles mexicanas. Alicia Montoya, quien apareció en la película, también trabajó en la telenovela, pero interpretando a otro personaje.